# 西新宿ドットネット
株式会社西新宿ドットネット（にししんじゅくドットネット）は東京都新宿区に本社を置き、広告代理業、ホームページ企画・制作、SEO事業などインターネットのプロモーション支援を行う日本の企業。

## 概要
2003年3月に3名で設立。中小企業や小規模のビジネスを展開している企業を対象に、ホームページ制作、SEO事業などを展開。インターネットを活用したプロモーション方法のセミナーなどもおこなう。

## 加盟団体
- 東京商工会議所　正会員
- 社団法人インターネット広告協会　正会員[5]
- 社団法人日本インターネットプロバイダー協会]　正会員[6]
- チャレンジ25キャンペーン[7]

## パートナー・提携
- EC-CUBE インテグレーターパートナー[8]

## 認定・認証
- IT導入支援事業者 (ITベンダー)認定企業
- おもてなし規格認証 認証企業

## 受賞歴
- WEBマーケティング・WEBコンサル・SEOのプロ100社[9]
- 中小企業に強いホームページ制作会社100[10]